# Зелена карта (филм)
Зелена карта (на английски: Green Card) е романтична комедия от 1990 г.

## Актьорски състав
| Актьор          | Роля                |
| Жерар Депардийо | Жорж Фури           |
| Анди Макдауъл   | Бронте Мичъл        |
| Биби Нойвирт    | Лорън Адлър         |
| Грег Еделман    | Фил                 |
| Робърт Проски   | адвокатът на Бронте |
| Лоис Смит       | госпожа Мичъл       |

## Награди и номинации
| Награда                              | Категория                               | Номиниран(и)                         | Резултат  |
| ------------------------------------ | --------------------------------------- | ------------------------------------ | --------- |
| Награди на филмовата академия на САЩ | Най-добър оригинален сценарий           | Питър Уиър                           | номинация |
| Златен глобус                        | Най-добър филм – мюзикъл или комедия    | Най-добър филм – мюзикъл или комедия | награда   |
| Златен глобус                        | Най-добър актьор в мюзикъл или комедия  | Жерар Депардийо                      | награда   |
| Златен глобус                        | Най-добра актриса в мюзикъл или комедия | Анди Макдауъл                        | номинация |